# Grand Prix van Monza 1948
De Grand Prix van Monza 1948 was een autorace die werd gehouden op 17 oktober 1948 op het Autodromo Nazionale Monza in Monza.

## Uitslag
| Positie | Rijder                  | Team        | Ronden | Tijd/Opgave  |
| ------- | ----------------------- | ----------- | ------ | ------------ |
| 1       | Jean-Pierre Wimille     | Alfa Romeo  | 80     | 2:50:44.4    |
| 2       | Carlo Felice Trossi     | Alfa Romeo  | 80     | +42.6        |
| 3       | Consalvo Sanesi         | Alfa Romeo  | 80     | +1:40.4      |
| 4       | Piero Taruffi           | Alfa Romeo  | 77     | +3 ronden    |
| 5       | Alberto Ascari          | Maserati    | 75     | +5 ronden    |
| 6       | Eugène Chaboud          | Talbot-Lago | 72     | +8 ronden    |
| 7       | Clemar Bucci            | Maserati    | 69     | +11 ronden   |
| 8       | Cuth Harrison           | ERA         | 67     | +13 ronden   |
| 9       | Fred Ashmore            | Maserati    | 67     | +13 ronden   |
| 10      | Nello Pagani            | Maserati    | 63     | +17 ronden   |
| NF      | Gianfranco Comotti      | Talbot-Lago | 64     |              |
| NF      | Giuseppe Farina         | Ferrari     | 52     | Transmissie  |
| NF      | Luigi Villoresi         | Maserati    | 47     | Transmissie  |
| NF      | Louis Chiron            | Talbot-Lago | 45     |              |
| NF      | Pierre Levegh           | Talbot-Lago | 34     |              |
| NF      | Emmanuel de Graffenried | Maserati    | 19     |              |
| NF      | Yves Giraud-Cabantous   | Talbot-Lago | 16     |              |
| NF      | Reg Parnell             | Maserati    | 16     | Motor        |
| NF      | Leslie Brooke           | Maserati    | 15     | Motor        |
| NF      | Raymond Sommer          | Ferrari     | 6      | Coureur ziek |
| NQ      | Clemente Biondetti      | Talbot-Lago |        |              |
| NQ      | Dorino Serafini         | Maserati    |        |              |
| NQ      | Carlo Minozzi           | Maserati    |        |              |
| NQ      | Fulvio Tenaglia         | Maserati    |        |              |